# Teesdalia coronopifolia
Teesdalia coronopifolia är en korsblommig växtart som först beskrevs av Jean Bergeret och Ernst Gottlieb von Steudel, och fick sitt nu gällande namn av Albert Thellung. Teesdalia coronopifolia ingår i släktet sandkrassingar, och familjen korsblommiga växter. Inga underarter finns listade i Catalogue of Life.